# قيرة وقامون (حيفا)
قيرة وقامون قَرية فلسطينية مهجرة قبل حرب 1948.

## نبذة تاريخية وجغرافية
كانت قيرة تقع على الطرف الغربي الصخري لوادي قيرة، وتشرف على مرج ابن عامر. وكان ثمة مجتمع أهلي وثيق الصلة بقيرة هو تل قامون، الذي يقع على بعد كيلومترين فقط إلى الشمال الشرقي. وقد دفعت هذه الصلة بعض سكان المنطقة إلى تسميتها ((قيرة وقامون)) عند الكلام عليهما. وكان نهر المقطّع، الذي يجري على بعد 4 كلم شمالاً، يشكّل الحدود الشمالية لأراضي قيرة. وقد جاءت قامون في المرتبة 113 على لائحة التي البلدات التي قام الفرعون المصري تحتمس الثالث بغزوها في سنة 1468ق.م. ومن المرجح أنه كان في موضعها موقع مدينة يقنعام الملكية الكنعانية التي سقطت في يد يشوع (يشوع 12:22)، ومدينة كيمونا (Cimona) الرومانية.
شيّد الصليبيون قلعة كيمون (Caymont) على التل الذي كانت قامون تنتصب عليه.
صنفت قيرة (وقامون) مزرعة في ((معجم فلسطين الجغرافي المفهرس)) (Palestine Index Gazatteer) أيام الانتداب وكانت القرية مربعة الشكل، ومنازلها مبنية بالحجارة والطين أو بالحجارة والأسمنت. كان البدو يضربون خيامهم في قيرة خلال شهور الإقامة الحضرية من ترحالهم الدوري، كما وكان سكانها من المسلمين، وكانت أنحاء عدة من أراضيها تحتوي على ينابيع.
أما اقتصادها الزراعي فكان، في 1944/1945، يعتمد على الحبوب التي كانت تزرع في 261 دونماً. وكان سكانها يزرعون الخضروات أيضاً في قطع صغيرة من الأرض، ويحصّلون دخلاً إضافياً من تربية المواشي. وتظهر المعالم الأثرية المنتشرة على سطح الموقع أن قيرة وقامون أُنشئت على أنقاض موقع كان آهلاً في الماضي. كان يوجد داخل أراضي القرية ما لا يقل عن 19 موقعًا أثريًا، أشهرها تل قيرا وتل قمون.

### الفترة العثمانية
وفي خريطة رسمها بيير جاكوتين أثناء الحملة الفرنسية على مصر وسوريا، ظهرت تل قمون تحت اسم Chateau d'El Kireh (قلعة قيرة) وظهرت قيرة باسمها. وفي زيارته إلى قمون وقيرا، عثر راسم الخرائط الهولندي فان دي فيلدي على كنيسة في قمون، ثم بحث عن قلعة في قيرا، لكن عند وصوله إلى الموقع، لم يجد سوى آثار "لا تقدم أي شيء ذي أهمية من الخارج". وتوصل إلى استنتاج مفاده أن جاكوتين خلط بين تل قمون وتل قيرة.
في عام 1872، باعت الحكومة العثمانية أراضي قيرا لعائلة سرسق المسيحية من بيروت، وبعد ذلك تقاسمت الجزء الخاص بهم من الأرض مع عائلة تويني، من بيروت أيضًا. في ذلك العام، زار المسح الذي أجراه صندوق استكشاف فلسطين لغرب فلسطين، وأشار إلى خربة كيرة "من الواضح أنها موقع قديم. هناك آثار لأطلال وفخار مكسور على التل؛ وإلى الشمال توجد مقابر كوكيم وكهوف ومحجر؛ وإلى الشرق هناك مقابر أخرى وكهوف ومحاجر وقناة مياه محفورة في الصخر، ويوجد في الوادي مصدر جيد للمياه في هذه النقطة، وتسكن مستعمرة صغيرة من التركمان في الكهوف تنطق الاسم "جيرة". أما الجزء الآخر من الأرض فقد بيع لعائلة خوري من حيفا.
عمـٌر الفلسطينيون قيرة خلال القرن التاسع عشر. وكانوا مزارعين مستأجرين، يدفعون الرسوم للعائلات التي تمتلك الأرض. كان السكان يتألفون من مجموعتين: الفلاحين العرب الذين جاءوا من القرى العربية المجاورة، والبدو. وكان البدو من قبيلتين: الكعبية والسعدية، الذين وصلوا إلى الأرض، وفقًا للرواية القديمة خلال سبعينيات القرن التاسع عشر وربما في ستينيات القرن التاسع عشر. وعند وصولهم، كانوا يتألفون من اثنتي عشرة عائلة. أظهرت قائمة السكان من حوالي عام 1887 أن عدد سكان قيرة كان حوالي 65 نسمة؛ جميعهم من المسلمين.

### فترة الانتداب البريطاني
استحوذت اليهود على المنطقة كجزء من عملية صفقة سرسق. وفي عام 1924، اشترى الناشط الصهيوني يهوشوع حنكين حصة الأرض المملوكة لعائلتي سرسق وتويني. وفي فبراير 1934، تم شراء الحصة المتبقية المملوكة لعائلة خوري بعد عقد من المفاوضات.
انخفض عدد سكان القيرة من 134 نسمة عام 1922 إلى 86 عام 1931 (بإجمالي 21 منزلاً). واستغرق إخلاء القبائل البدوية وقتاً أطول بكثير لأنهم رفضوا مغادرة أراضيهم، خاصة بعد أن غادر الفلاحون الأجزاء الأفضل من الأرض، والمناسبة لأسلوب الحياة البدوي. كما تم تأجيله لأن أصحاب الأراضي العرب لم يرغبوا في تحمل مسؤولية الإخلاء. وكانوا يزرعون في أراضيهم القمح والشعير والذرة الرفيعة.
توقفت المزيد من المفاوضات في عامي 1935 و1936، بما في ذلك تدخل الشخصيات العربية المؤثرة، بسبب اندلاع الثورة العربية 1936-1939. وكان ينظر إلى بيع الأراضي لليهود في المجتمع العربي على أنه خائن يستحق الإعدام. وبعد الثورة، أبدت القبيلتان اهتماماً باستئناف المفاوضات بعد أن لم يعد قادتهما يشعرون بوجود خطر على حياتهم. واستمر الإخلاء في عام 1936، وفي وقت لاحق من ذلك العام غادر بقية قبيلة الكعبية. آخر عملية إخلاء كانت في عام 1945 عندما غادر زعيم قبيلة السعدية مبلغًا كبيرًا من المال. عاش آخر سكان قيرا المسلمين بين يوكنعام موشافا وهازوريع.

## احتلال القرية وتطهيرها عرقيا
عزم الصندوق القومي اليهودي، في آذار/مارس 1948، على تهجير سكان قيرة وقامون باعتبارهم مزارعين يعملون بالأجرة في أراض يملكها اليهود. وقد بلّغ مسؤول رفيع المستوى في دائرة الأراضي التابعة للصندوق القومي، يدعى يوسف فايتس، ضابط استخبارات في الهاغاناه أن ((ينصح)) سكان القرية بالرحيل، فلما غادروها قرر فايتس وموظفون آخرون في الصندوق القومي أن يدمروا منازل سكانها ويتلفوا محاصيلهم ففعلوا ثم عرضوا عليهم تعويضاً في وقت لاحق.
ذكر المؤرخ الإسرائيلي بيني موريس أن ذلك وقع في أواخر آذار/مارس.القرية كانت من عشيرة الكحيلات وتم تهجيرها إلى سفح جبل الطور في مرج ابن عامر وتسمى الآن بقرية ام الغنم.

## سكانها
عائلة السعايدة (أبو ناجي).

## القرية اليوم
يشاهَد ركام من منازل القرية متناثراً بين الشجيرات وأشجار الصنوبر التي غُرست في موقع القرية، وما زالت المياه تجري من أحد الينابيع في قناة منقورة في الصخر. وقد حُوّلت المنطقة المحيطة بالموقع إلى متنزّه. وينبت شجر اللوز والرمان والتين في الموقع، ويكسو شجر الصنوبر الروابي المحيطة به أما باقي الأرض فيزرع حبوباً.

## المغتصبات الصهيونية على أراضي القرية
في سنة 1935، أُنشئت مستعمرة يوكنعام على ما كان تقليدياً من أراضي القرية وفي سنة 1945، كان سكان المستعمرة قد امتلكوا أراضي القرية كلها في سنة 1950، أُنشئت ضاحية يوكنعام عِليت امتداداً للمستعمرة. وأُنشئ كيبوتس تسرعا في سنة 1936 على الأراضي الممتدة بين تخوم قيرة وقامون وتخوم قرية أبو زريق.

## وصلات خارجية
- موقع فلسطين في الذاكرة